# Grand Prix Włoch 2015
Grand Prix Włoch 2015 (oficjalnie Formula 1 Gran Premio d’Italia 2015) – dwunasta eliminacja Mistrzostw Świata Formuły 1 w sezonie 2015. Grand Prix odbyło się w dniach na 4–6 września 2015 roku na torze Autodromo Nazionale di Monza w Monzy.

## Lista startowa
Źródło: Wyprzedź Mnie!
Na niebieskim tle kierowcy biorący udział jedynie w piątkowych treningach
| Nr | Kierowca         | Zespół                        | Samochód               | Silnik                         | Opony |
| -- | ---------------- | ----------------------------- | ---------------------- | ------------------------------ | ----- |
| 3  | Daniel Ricciardo | Infiniti Red Bull Racing      | Red Bull RB11          | Renault Energy F1-2015 1.6T V6 | P     |
| 5  | Sebastian Vettel | Scuderia Ferrari              | Ferrari SF15-T         | Ferrari 059/4 1.6T V6          | P     |
| 6  | Nico Rosberg     | Mercedes AMG Petronas F1 Team | Mercedes F1 W06 Hybrid | Mercedes-Benz PU106B 1.6T V6   | P     |
| 7  | Kimi Räikkönen   | Scuderia Ferrari              | Ferrari SF15-T         | Ferrari 059/4 1.6T V6          | P     |
| 8  | Romain Grosjean  | Lotus F1 Team                 | Lotus E23 Hybrid       | Mercedes-Benz PU106B 1.6T V6   | P     |
| 9  | Marcus Ericsson  | Sauber F1 Team                | Sauber C34             | Ferrari 059/4 1.6T V6          | P     |
| 11 | Sergio Pérez     | Sahara Force India F1 Team    | Force India VJM08      | Mercedes-Benz PU106B 1.6T V6   | P     |
| 12 | Felipe Nasr      | Sauber F1 Team                | Sauber C34             | Ferrari 059/4 1.6T V6          | P     |
| 13 | Pastor Maldonado | Lotus F1 Team                 | Lotus E23 Hybrid       | Mercedes-Benz PU106B 1.6T V6   | P     |
| 14 | Fernando Alonso  | McLaren Mercedes              | McLaren MP4-30         | Honda RA615H 1.6T V6           | P     |
| 19 | Felipe Massa     | Williams Martini Racing       | Williams FW37          | Mercedes-Benz PU106B 1.6T V6   | P     |
| 22 | Jenson Button    | McLaren Mercedes              | McLaren MP4-30         | Honda RA615H 1.6T V6           | P     |
| 26 | Daniił Kwiat     | Infiniti Red Bull Racing      | Red Bull RB11          | Renault Energy F1-2015 1.6T V6 | P     |
| 27 | Nico Hülkenberg  | Sahara Force India F1 Team    | Force India VJM08      | Mercedes-Benz PU106B 1.6T V6   | P     |
| 28 | Will Stevens     | Manor Marussia F1 Team        | Marussia MR03B         | Ferrari 059/3 1.6T V6          | P     |
| 30 | Jolyon Palmer    | Lotus F1 Team                 | Lotus E23 Hybrid       | Mercedes-Benz PU106B 1.6T V6   | P     |
| 33 | Max Verstappen   | Scuderia Toro Rosso           | Toro Rosso STR10       | Renault Energy F1-2015 1.6T V6 | P     |
| 44 | Lewis Hamilton   | Mercedes AMG Petronas F1 Team | Mercedes F1 W06 Hybrid | Mercedes-Benz PU106B 1.6T V6   | P     |
| 55 | Carlos Sainz Jr. | Scuderia Toro Rosso           | Toro Rosso STR10       | Renault Energy F1-2015 1.6T V6 | P     |
| 77 | Valtteri Bottas  | Williams Martini Racing       | Williams FW37          | Mercedes-Benz PU106B 1.6T V6   | P     |
| 98 | Roberto Merhi    | Manor Marussia F1 Team        | Marussia MR03B         | Ferrari 059/3 1.6T V6          | P     |
| Nr | Kierowca         | Zespół                        | Samochód               | Silnik                         | Opony |

## Wyniki

### Sesje treningowe
Źródło: Wyprzedź Mnie!
| Sesja | Nr | Kierowca       | Konstruktor | Czas     | Okr. |
| ----- | -- | -------------- | ----------- | -------- | ---- |
| 1     | 44 | Lewis Hamilton | Mercedes    | 1:24,670 | 25   |
| 2     | 44 | Lewis Hamilton | Mercedes    | 1:24,279 | 27   |
| 3     | 44 | Lewis Hamilton | Mercedes    | 1:24,544 | 18   |

### Kwalifikacje
Źródło: Wyprzedź Mnie!
| Poz. | Nr | Kierowca         | Konstruktor          | Q1       | Q2       | Q3       | Poz. s.     |
| --- | --- | ---------------- | -------------------- | -------- | -------- | -------- | ----------- |
| 1 | 44 | Lewis Hamilton   | Mercedes             | 1:24,251 | 1:23,383 | 1:23,397 | 1           |
| 2 | 7 | Kimi Räikkönen   | Ferrari              | 1:24,662 | 1:23,757 | 1:23,631 | 2           |
| 3 | 5 | Sebastian Vettel | Ferrari              | 1:24,989 | 1:23,577 | 1:23,685 | 3           |
| 4 | 6 | Nico Rosberg     | Mercedes             | 1:24,609 | 1:23,864 | 1:23,703 | 4           |
| 5 | 19 | Felipe Massa     | Williams–Mercedes    | 1:25,184 | 1:23,983 | 1:23,940 | 5           |
| 6 | 77 | Valtteri Bottas  | Williams–Mercedes    | 1:24,979 | 1:24,313 | 1:24,127 | 6           |
| 7 | 11 | Sergio Pérez     | Force India–Mercedes | 1:24,801 | 1:24,379 | 1:24,626 | 7           |
| 8 | 8 | Romain Grosjean  | Lotus–Mercedes       | 1:25,144 | 1:24,448 | 1:25,054 | 8           |
| 9 | 27 | Nico Hülkenberg  | Force India–Mercedes | 1:24,937 | 1:24,510 | 1:25,317 | 9           |
| 10 | 9 | Marcus Ericsson  | Sauber–Ferrari       | 1:25,122 | 1:24,457 | 1:26,214 | 12          |
| 11 | 13 | Pastor Maldonado | Lotus–Mercedes       | 1:25,429 | 1:24,525 | –        | 10          |
| 12 | 12 | Felipe Nasr      | Sauber–Ferrari       | 1:25,121 | 1:24,898 | –        | 11          |
| 13 | 55 | Carlos Sainz Jr. | Toro Rosso–Renault   | 1:25,410 | 1:25,618 | –        | 17          |
| 14 | 26 | Daniił Kwiat     | Red Bull–Renault     | 1:25,742 | 1:25,796 | –        | 18          |
| 15 | 3 | Daniel Ricciardo | Red Bull–Renault     | 1:25,633 | –        | –        | 19          |
| 16 | 22 | Jenson Button    | McLaren–Honda        | 1:26,058 | –        | –        | 15          |
| 17 | 14 | Fernando Alonso  | McLaren–Honda        | 1:26,154 | –        | –        | 16          |
| 18 | 28 | Will Stevens     | Marussia–Ferrari     | 1:27,731 | –        | –        | 13          |
| 19 | 98 | Roberto Merhi    | Marussia–Ferrari     | 1:27,912 | –        | –        | 14          |
| | 33 | Max Verstappen   | Toro Rosso–Renault   | –        | –        | –        | [ a ] [ 4 ] |
| Poz. | Nr | Kierowca         | Konstruktor          | Q1       | Q2       | Q3       | Poz. s.     |
| \| Legenda \| Legenda \| \| ------------------------ \| ---------------------------------------------------------------------------------------------------------------------------------------------------------------------------------------------------------------------------------------------------------------- \| \| Poz. Nr Q1 Q2 Q3 Poz. s. \| Pozycja zajęta w sesji kwalifikacyjnej Numer startowy kierowcy Wynik uzyskany w pierwszej części kwalifikacji Wynik uzyskany w drugiej części kwalifikacji Wynik uzyskany w trzeciej części kwalifikacji Pozycja startowa po uwzględnięniu kar, przesunięć, itp. \| | |                  |                      |          |          |          |             |
| Legenda | |                  |                      |          |          |          |             |
| Poz. Nr Q1 Q2 Q3 Poz. s. | Pozycja zajęta w sesji kwalifikacyjnej Numer startowy kierowcy Wynik uzyskany w pierwszej części kwalifikacji Wynik uzyskany w drugiej części kwalifikacji Wynik uzyskany w trzeciej części kwalifikacji Pozycja startowa po uwzględnięniu kar, przesunięć, itp. |                  |                      |          |          |          |             |

### Wyścig

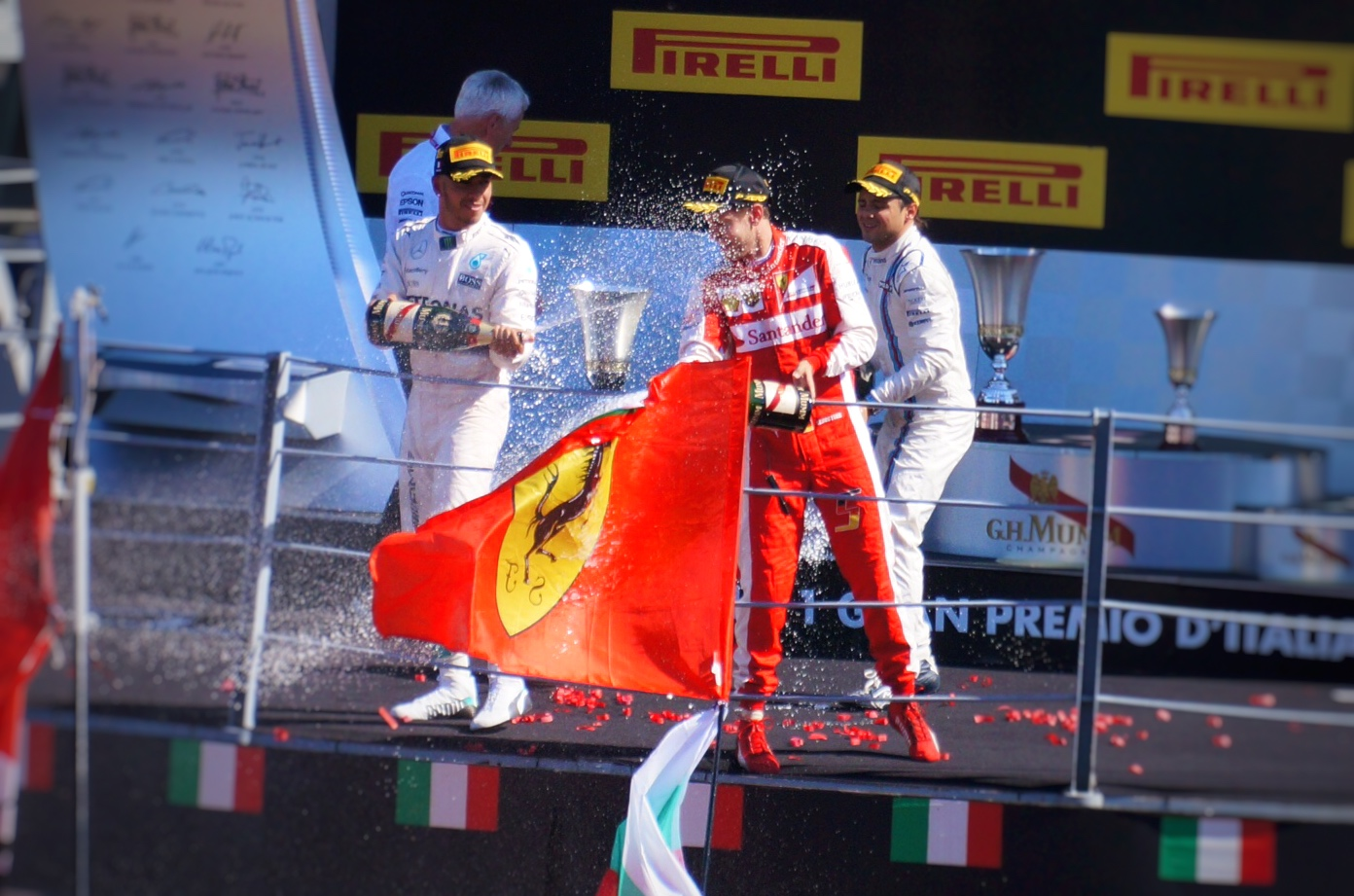
Lewis Hamilton, Sebastian Vettel i Felipe Massa na podium po wyścigu

Źródło: Wyprzedź Mnie!
| P                 | + / –     | Nr | Kierowca         | Konstruktor          | Okr. | Czas / Strata | Komentarz             |
| ----------------- | --------- | -- | ---------------- | -------------------- | ---- | ------------- | --------------------- |
| 1                 | Bez zmian | 44 | Lewis Hamilton   | Mercedes             | 53   | 1h18m00,688   |                       |
| 2                 | 1         | 5  | Sebastian Vettel | Ferrari              | 53   | +0:25,042     |                       |
| 3                 | 2         | 19 | Felipe Massa     | Williams–Mercedes    | 53   | +0:47,635     |                       |
| 4                 | 2         | 77 | Valtteri Bottas  | Williams–Mercedes    | 53   | +0:47,996     |                       |
| 5                 | 3         | 7  | Kimi Räikkönen   | Ferrari              | 53   | +1:08,860     |                       |
| 6                 | 1         | 11 | Sergio Pérez     | Force India–Mercedes | 53   | +1:12,783     |                       |
| 7                 | 2         | 27 | Nico Hülkenberg  | Force India–Mercedes | 52   | +1 okr.       |                       |
| 8                 | 11        | 3  | Daniel Ricciardo | Red Bull–Renault     | 52   | +1 okr.       |                       |
| 9                 | 3         | 9  | Marcus Ericsson  | Sauber–Ferrari       | 52   | +1 okr.       |                       |
| 10                | 8         | 26 | Daniił Kwiat     | Red Bull–Renault     | 52   | +1 okr.       |                       |
| 11                | 6         | 55 | Carlos Sainz Jr. | Toro Rosso–Renault   | 52   | +1 okr.       |                       |
| 12                | 8         | 33 | Max Verstappen   | Toro Rosso–Renault   | 52   | +1 okr.       |                       |
| 13                | 2         | 12 | Felipe Nasr      | Sauber–Ferrari       | 52   | +1 okr.       |                       |
| 14                | 1         | 22 | Jenson Button    | McLaren–Honda        | 52   | +1 okr.       |                       |
| 15                | 2         | 28 | Will Stevens     | Marussia–Ferrari     | 50   | +3 okr.       |                       |
| 16                | 2         | 98 | Roberto Merhi    | Marussia–Ferrari     | 50   | +3 okr.       |                       |
| 17                | 13        | 6  | Nico Rosberg     | Mercedes             | 50   | +3 okr.       | silnik                |
| 18                | 2         | 14 | Fernando Alonso  | McLaren–Honda        | 47   | +6 okr.       | utrata mocy           |
| Niesklasyfikowani |           |    |                  |                      |      |               |                       |
|                   |           | 8  | Romain Grosjean  | Lotus–Mercedes       | 1    | +52 okr.      | uszkodzenia z kolizji |
|                   |           | 13 | Pastor Maldonado | Lotus–Mercedes       | 1    | +52 okr.      | uszkodzenia z kolizji |
| P                 | + / –     | Nr | Kierowca         | Konstruktor          | Okr. | Czas / Strata | Komentarz             |

### Najszybsze okrążenie
Źródło: Wyprzedź Mnie!
| Nr | Kierowca       | Konstruktor | Czas     | Okr. |
| -- | -------------- | ----------- | -------- | ---- |
| 44 | Lewis Hamilton | Mercedes    | 1:26,672 | 52   |

## Prowadzenie w wyścigu
Źródło: Racing–Reference.info
| Nr                              | Kierowca       | Okrążenia | Suma |
| ------------------------------- | -------------- | --------- | ---- |
| 44                              | Lewis Hamilton | 1-53      | 53   |
| \| Wykres \| \| ------ \| \| \| |                |           |      |
| Wykres                          |                |           |      |
|                                 |                |           |      |

## Klasyfikacja po zakończeniu wyścigu

### Kierowcy
| P                 | +/− | Kierowca         | Starty | Punkty | P1 | P2 | P3 | PP | NO | NS |
| ----------------- | --- | ---------------- | ------ | ------ | -- | -- | -- | -- | -- | -- |
| 1                 | 0   | Lewis Hamilton   | 12     | 252    | 7  | 3  | 1  | 11 | 5  | –  |
| 2                 | 0   | Nico Rosberg     | 12     | 199    | 3  | 5  | 2  | 1  | 3  | –  |
| 3                 | 0   | Sebastian Vettel | 12     | 178    | 2  | 2  | 4  | –  | –  | –  |
| 4                 | +1  | Felipe Massa     | 12     | 97     | –  | –  | 2  | –  | –  | –  |
| 5                 | −1  | Kimi Räikkönen   | 12     | 92     | –  | 1  | –  | –  | 2  | 3  |
| 6                 | 0   | Valtteri Bottas  | 11     | 91     | –  | –  | 1  | –  | –  | –  |
| 7                 | 0   | Daniił Kwiat     | 11     | 58     | –  | 1  | –  | –  | –  | 1  |
| 8                 | 0   | Daniel Ricciardo | 12     | 55     | –  | –  | 1  | –  | 2  | 2  |
| 9                 | 0   | Romain Grosjean  | 12     | 38     | –  | –  | 1  | –  | –  | 4  |
| 10                | +1  | Sergio Pérez     | 12     | 33     | –  | –  | –  | –  | –  | 1  |
| 11                | +1  | Nico Hülkenberg  | 11     | 30     | –  | –  | –  | –  | –  | 2  |
| 12                | −2  | Max Verstappen   | 12     | 26     | –  | –  | –  | –  | –  | 4  |
| 13                | 0   | Felipe Nasr      | 11     | 16     | –  | –  | –  | –  | –  | –  |
| 14                | 0   | Pastor Maldonado | 12     | 12     | –  | –  | –  | –  | –  | 8  |
| 15                | 0   | Fernando Alonso  | 11     | 11     | –  | –  | –  | –  | –  | 5  |
| 16                | 0   | Carlos Sainz Jr. | 12     | 9      | –  | –  | –  | –  | –  | 5  |
| 17                | 0   | Marcus Ericsson  | 12     | 9      | –  | –  | –  | –  | –  | 1  |
| 18                | 0   | Jenson Button    | 11     | 6      | –  | –  | –  | –  | –  | 4  |
| 19                | 0   | Roberto Merhi    | 12     | 0      | –  | –  | –  | –  | –  | 1  |
| 20                | 0   | Will Stevens     | 11     | 0      | –  | –  | –  | –  | –  | 1  |
| Niesklasyfikowani |     |                  |        |        |    |    |    |    |    |    |
|                   |     | Kevin Magnussen  | –      | –      | –  | –  | –  | –  | –  | –  |
| P                 | +/− | Kierowca         | Starty | Punkty | P1 | P2 | P3 | PP | NO | NS |

### Konstruktorzy
| P  | +/− | Konstruktor             | Starty | Punkty | P1 | P2 | P3 | PP | NO | NS |
| -- | --- | ----------------------- | ------ | ------ | -- | -- | -- | -- | -- | -- |
| 1  | 0   | Mercedes                | 24     | 451    | 10 | 8  | 3  | 12 | 8  | –  |
| 2  | 0   | Ferrari                 | 24     | 270    | 2  | 3  | 4  | –  | 2  | 3  |
| 3  | 0   | Williams Mercedes       | 23     | 188    | –  | –  | 3  | –  | –  | –  |
| 4  | 0   | Red Bull Racing Renault | 23     | 113    | –  | 1  | 1  | –  | 2  | 3  |
| 5  | +1  | Force India Mercedes    | 23     | 63     | –  | –  | –  | –  | –  | 3  |
| 6  | −1  | Lotus Mercedes          | 24     | 50     | –  | –  | 1  | –  | –  | 12 |
| 7  | 0   | STR Renault             | 24     | 35     | –  | –  | –  | –  | –  | 9  |
| 8  | 0   | Sauber Ferrari          | 23     | 25     | –  | –  | –  | –  | –  | 1  |
| 9  | 0   | McLaren Honda           | 22     | 17     | –  | –  | –  | –  | –  | 9  |
| 10 | 0   | Marussia Ferrari        | 23     | 0      | –  | –  | –  | –  | –  | 2  |
| P  | +/− | Konstruktor             | Starty | Punkty | P1 | P2 | P3 | PP | NO | NS |